# Marathon Sports
Pour les articles homonymes, voir Marathon.
Marathon Sports est un équipementier sportif équatorien créé en mai 1988 par Rodrigo Ribadeinera . 
Marathon Sports fut ensuite l'équipementier des équipes du Pérou Équipe du Pérou de football, d'Équateur et de Bolivie de football ainsi que du club péruvien Alianza Lima et du club équatorien Barcelona Sporting Club.

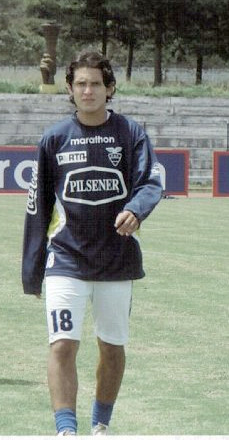
Un joueur de football avec un maillot de l'équipementier